# Toby Leonard Moore
Toby Leonard Moore (ur. 26 kwietnia 1981 w Sydney) – australijski aktor, najbardziej znanym z roli Victora w filmie John Wick, Jamesa Wesleya w serialu Netflix Daredevil i Bryana Connerty'ego w serialu Showtime Billions.

## Filmografia
- 2009: Dollhouse jako Walton
- 2010: Miecz prawdy (Legend of the Seeker) jako książę Fyren
- 2010: Pacyfik  (The Pacific) jako porucznik Stone
- 2010: Underbelly: The Golden Mile jako sierżant Dave
- 2010: Zaprzysiężeni (Blue Bloods) jako Dick Reed
- 2012: NYC 22 jako Nick Reynolds
- 2013: Banshee jako Christopher Hanson
- 2014:  John Wick jako Victor
- 2014: Robot Chicken jako Peter Pan / Pi Patel (głos)
- 2014: Białe kołnierzyki (White Collar) jako Jim Boothe / Cowboy Boots
- 2015: Daredevil jako James Wesley
- 2016 – 2020: Billions jako Bryan Connerty
- 2017: Bull jako Andrew Withrow